# Radio (singel Beyoncé)
Radio – piosenka amerykańskiej wokalistki rhythm and bluesowej Beyoncé Knowles, pochodząca z jej trzeciego albumu solowego, I Am... Sasha Fierce.
Utwór, mimo braku oficjalnego wydania, zajął 14. miejsce holenderskiej listy przebojów, wyłącznie w oparciu o sprzedaż w formie digital download. Poza tym „Radio” wykorzystany został w wielu reklamach telewizyjnych lokalnych stacji radiowych w tymże kraju. W odpowiedzi na to ukazał się jako singel promocyjny tylko na terenie Holandii.

## Tło
„Radio” zawiera wyczuwalne wpływy synthpopu z lat 80., electropopu oraz europopu.
Utwór wyprodukowany został przez Jima Jonsina oraz napisany przez Jonsina, Knowles, Rico Love’a oraz Dwayne’a Nesmitha. Tekst piosenki mówi o młodej dziewczynie i jej miłości do piosenek granych w stacjach radiowych.

## Wykonania na żywo
Beyoncé wykonywała piosenkę podczas koncertów w ramach trasy I Am... Tour. Poza tym zaśpiewała jej akustyczną wersję, gdy odwiedziła oddział szpitalny dla chorych na raka dzieci w Singapurze.

## Pozycje na listach
| Lista (2009) | Najwyższa pozycja |
| ------------ | ----------------- |
| Dutch Top 40 | 14                |